# Oedignatha escheri
Espèce
Oedignatha escheri est une espèce d'araignées aranéomorphes de la famille des Liocranidae.

## Distribution
Cette espèce est endémique d'Inde.

## Description
La carapace de la femelle holotype mesure 2 mm de long sur 1,25 mm et l'abdomen 2,3 mm de long sur 1,3 mm.

## Étymologie
Cette espèce est nommée en l'honneur de Konrad Escher.

## Publication originale
- Reimoser, 1934 : Araneae aus Süd-Indien. Revue suisse de Zoologie, vol. 41, p. 465-511 (texte intégral).